# 石見横田駅
石見横田駅（いわみよこたえき）は、島根県益田市神田町にある、西日本旅客鉄道（JR西日本）山口線の駅である。

## 歴史
- 1923年（大正12年）4月1日：鉄道省山口線津和野駅 - 石見益田駅（現・益田駅）間延伸時に開設[1][2]。
- 1981年（昭和56年）12月1日：貨物取扱廃止[2]。
- 1984年（昭和59年）2月1日：荷物扱い廃止[2]、無人駅化[3]。
- 1987年（昭和62年）4月1日：国鉄分割民営化に伴い、JR西日本の駅となる[4][2]。

## 駅構造
相対式ホーム2面2線を有する列車交換可能な地上駅。下りホーム側に駅舎があり、両ホームは構内踏切で連絡している。
新山口駅管理の無人駅。上りホーム上には待合室がある。また、雨量計が設置されている。

### のりば
| ホーム | 路線    | 方向 | 行先             |
| ------ | ------- | ---- | ---------------- |
| 駅舎側 | ■山口線 | 下り | 益田方面         |
| 反対側 | ■山口線 | 上り | 津和野・山口方面 |

付記事項
- 構内放送での案内では駅舎反対側上り線ホームが1番乗り場、駅舎側下り線ホームが2番乗り場と放送されている。
- 下り線のみ両方向の進入・出発に対応しており、1983年7月集中豪雨では当駅での折返しが行われた。

## 利用状況
2020年度の1日平均乗車人員は12人である。2004年度は38人、1994年度は82人、1984年度は135人であった。
近年の1日平均乗車人員の推移は以下の通り。
| 乗車人員推移 | 乗車人員推移 |
| 年度         | 1日平均人数  |
| ------------ | ------------ |
| 1999         | 71           |
| 2000         | 57           |
| 2001         | 59           |
| 2002         | 56           |
| 2003         | 50           |
| 2004         | 38           |
| 2005         | 29           |
| 2006         | 21           |
| 2007         | 22           |
| 2008         | 19           |
| 2009         | 24           |
| 2010         | 26           |
| 2011         | 27           |
| 2012         | 28           |
| 2013         | 17           |
| 2014         | 18           |
| 2015         | 18           |
| 2016         | 16           |
| 2017         | 9            |
| 2018         | 6            |
| 2019         | 9            |
| 2020         | 12           |
| 2021         | 11           |
| 2022         | 10           |

## 駅周辺
- 石見横田郵便局
- 益田市立横田中学校
- 山陰合同銀行
- コカ・コーラボトラーズジャパン益田セールスセンター
- 国道9号
- 国道187号
- 国道488号
- 石見交通「横田駅」停留所

## 隣の駅
西日本旅客鉄道（JR西日本）
■山口線
東青原駅 - 石見横田駅 - 本俣賀駅

#### 統計資料
1. ↑  “島根県統計書”. しまね統計情報データベース.   島根県政策企画局. 2025年2月5日閲覧。